# Troy Nehls
Troy Edwin Nehls (/nɛlz/ NELZ  nascido em 7 de abril de 1968) é um político americano e ex-policial, que é o representante dos EUA pelo 22º distrito congressional do Texas. De 2013 a 2021, ele serviu como xerife do Condado de Fort Bend, no Texas. Nehls é membro do Partido Republicano.

## Biografia
Troy Nehls nasceu em Beaver Dam, Wisconsin. Seu pai, Edwin Nehls, serviu na Guerra da Coreia e como xerife do Condado de Dodge. Nehls alistou-se na Reserva do Exército dos Estados Unidos em 1988. Ele serviu em missões na Bósnia, Iraque e Afeganistão, e ganhou duas Estrelas de Bronze. Ele obteve seu diploma de bacharel pela Universidade Liberty e um mestrado em justiça criminal pela University of Houston.

## Carreira

### Militares e policiais
Em 1988, Nehls se juntou à Reserva do Exército . Nehls mudou-se para o Condado de Fort Bend, Texas, em 1994, e ingressou no departamento de polícia de Richmond, Texas.. Em 1998, foi despedido por razões que incluíam a destruição de provas.
Em 2004, Nehls foi eleito policial do Condado de Fort Bend, enquanto servia como reservista no Iraque. Ele se aposentou da Reserva do Exército com a patente de major em 2009.
Em 2012, Nehls foi eleito xerife do Condado de Fort Bend, tomando posse em janeiro de 2013. Ele foi reeleito em 2016. Em julho de 2019, ele anunciou que não buscaria a reeleição como xerife em novembro de 2020.
Em outubro de 2008, Nehls recebeu o distintivo de Infantaria de Combate por seu serviço no Afeganistão em março de 2008. Em março de 2023, os militares rescindiram a concessão do distintivo a Nehls, porque ele não era elegível para recebê-lo. Ele não era um soldado de infantaria nem um operador de forças especiais, mas sim um oficial de assuntos civis. A revogação tornou-se pública em maio de 2024. Nehls posteriormente parou de usar o distintivo devido em grande parte a essas alegações de valor roubado contra ele.

### Congresso
Troy formou um comitê exploratório para 22° distrito congressional do Texas npara as eleições de 2018, o que o colocaria contra o atual republicano Pete Olson, mas decidiu em dezembro de 2017 não concorrer ao cargo.
Em julho de 2019, Troy criou um site onde perguntou aos moradores do Condado de Fort Bend se ele deveria concorrer ao Congresso no 22º distrito congressional, que abrange Katy, Sugar Land e Pearland. Em 25 de julho de 2019, Olson anunciou que não buscaria a reeleição em 2020.